# Takhān
Takhān (persiska: تخان, تِخان) är en ort i Iran.   Den ligger i provinsen Kurdistan, i den nordvästra delen av landet, 500 km väster om huvudstaden Teheran. Takhān ligger 1 428 meter över havet och antalet invånare är 254.
Terrängen runt Takhān är varierad.Runt Takhān är det ganska tätbefolkat, med 60 invånare per kvadratkilometer. Närmaste större samhälle är Dīnār, 16,7 km nordväst om Takhān. Trakten runt Takhān består i huvudsak av gräsmarker.